# Sandra Boehringer
Sandra Boehringer, née en 1972, est une historienne française, spécialiste de l'histoire du genre dans l'Antiquité.

## Biographie
Sandra Boehringer est née en 1972. Elle obtient en 1996 l'agrégation de lettres classiques. Elle est ensuite pensionnaire de la Fondation Thiers et soutient en 2003 une thèse d'histoire à l'École des hautes études en sciences sociales, sous la direction de Luc Brisson, sur l’homosexualité féminine dans l’Antiquité.
Elle est maîtresse de conférences habilitée à diriger des recherches d'histoire grecque à l'université de Strasbourg.
En 1999, Sandra Boehringer consacre un premier ouvrage à Dika, élève de la poétesse Sappho. Sa thèse est publiée en 2007 sous le titre L’homosexualité féminine dans l’Antiquité grecque et romaine. Cet ouvrage est publié aux éditions Les Belles Lettres, malgré le désaccord affirmé par son président, Michel Desgranges, qui refuse les études de genre.
Ce livre est la première synthèse sur les relations amoureuses et sexuelles entre les femmes dans l'Antiquité,,. Pour Claudine Leduc, « Somme sans faille et synthèse brillante, cet ouvrage fera date. ». Sandra Boehringer y assume l'usage du mot anachronique « homosexualité », démontrant la fécondité heuristique de l'anachronisme, qui permet de dévoiler les logiques différentes des autres sociétés, ici la société antique. Cet ouvrage est traduit en anglais en 2021.
Publiant de nombreux articles, Sandra Boehringer rédige et dirige des travaux consacrés à l'histoire du genre, qui permettent d'intégrer ce domaine en plein essor dans l'historiographie de l'Antiquité en général,. Elle participe également à une histoire des sexualités, dont la parution montre l'importance que prend ce thème dans les études historiques. Selon Robert Nye, elle y « rappelle que les relations sexuelles dans l’Antiquité sont « avant la sexualité », une époque où l’homo et l’hétérosexualité ne sont pas encore des catégories constitutives ».

## Principales publications

### Ouvrages personnels
- Dika, élève de Sappho, Lesbos, 600 av. J.C., Paris, Autrement, coll. « Histoire(s) au singulier », 1999, 151 p. (ISBN 9782862609317)[2].
- L’homosexualité féminine dans l’Antiquité grecque et romaine, Paris, Les Belles Lettres, coll. « Collection d'études anciennes / série grecque » (no 135), 2007, 405 p. (ISBN 9782251326634, lire en ligne)[4],[14],[5],[6],[7],[15],[16],[17].

Traduction en anglais : Female homosexuality in ancient Greece and Rome (trad. Anna Preger), Abingdon, Oxon ; New York, NY, Routledge, 2021, 380 p. (ISBN 9780367744786, présentation en ligne, lire en ligne).
- La sexualité antique, une histoire moderne, Paris, Éditions Epel, coll. « Les grands classiques de l'érotologie moderne », 2025, 396 p. (ISBN 9782354275259, présentation en ligne).

### Ouvrages collectifs
- Sandra Boehringer et Louis-Georges Tin, Homosexualité. Aimer en Grèce et à Rome, Paris, Les Belles Lettres, coll. « Signets », 2010, 317 p. (ISBN 978-2-251-90646-1)[19].
- Sandra Boehringer et Violaine Sebillotte Cuchet (dir.), Hommes et femmes dans l'Antiquité grecque et romaine : Le genre : méthode et documents, Paris, Armand Colin, 2011, 192 p. (ISBN 978-2-200-62162-9)[10],[11].
- Sandra Boehringer et Violaine Sebillotte Cuchet (dir.), Des femmes en action : L'individu et la fonction en Grèce antique, Paris, Éditions de l’École des hautes études en sciences sociales, coll. « Métis - hors série », 2013, 225 p. (ISBN 978-2-7132-2609-0)[20].
- Sandra Boehringer et Estelle Ferrarese (dir.), Cahiers du genre : Corps vulnérable, vol. 58 (revue), Paris, L'Harmattan, 2015, 270 p. (ISBN 978-2-336-72475-1, lire en ligne).
- Sandra Boehringer et Daniele Lorenzini (dir.), Foucault, la sexualité, l'Antiquité, Paris, Kimé, 2016, 196 p. (ISBN 9782841747399)[21].
- Sandra Boehringer, « Sociétés anciennes : la Grèce et Rome », dans Sylvie Steinberg (dir.), Une histoire des sexualités, Paris, Presses universitaires de France, 2018, 528 p. (ISBN 978-2-13-072979-2)[13],[22].
- Sandra Boehringer et Laurie Laufer (dir.), Après les aveux de la chair : Généalogie du sujet chez Michel Foucault, Paris, Epel, 2020, 288 p. (ISBN 978-2-35427-300-2).

### Traductions
- John J. Winkler (trad. de l'anglais par Sandra Boehringer et Nadine Picard), Désir et contraintes en Grèce ancienne, Paris, Epel, 2005, 446 p. (ISBN 9782908855593, présentation en ligne)[23].
- Maud W. Gleason (trad. de l'anglais par Sandra Boehringer et Nadine Picard), Mascarades masculines : Genre, corps et voix dans l’Antiquité gréco-romaine, Paris, Epel, 2013, 368 p. (ISBN 978-2354270278, présentation en ligne)[24].
- David Halperin, John J. Winkler et Froma I. Zeitlin (dir.) (trad. de l'anglais par sous la direction de Sandra Boehringer), Bien avant la sexualité : L'expérience érotique en Grèce ancienne, Paris, Epel, coll. « Les grands classiques de l'érotologie moderne », 2019, 768 p. (ISBN 978-2-35427-194-7, présentation en ligne, lire en ligne )[25],[26].